# انریکو نیکولینی
انریکو نیکولینی (انگلیسی: Enrico Nicolini؛ زادهٔ ۱۶ ژانویهٔ ۱۹۵۵) بازیکن فوتبال اهل ایتالیا است.
از باشگاه‌هایی که در آن بازی کرده‌است می‌توان به باشگاه فوتبال آسکولی، باشگاه فوتبال سمپدوریا، باشگاه فوتبال بولونیا، و باشگاه فوتبال ناپولی اشاره کرد.